# Poesía hispano-canadiense
Según Luis Torres y Luciano P. Díaz, este concepto se refiere a autores que escriben en castellano, se mantienen vivos y vigentes, además de estar desarrollando una obra importante en las últimas dos décadas dentro del territorio canadiense. Canadá es ejemplo de una tierra de asilo y hoy de nuevas voces y memorias que se ofrecen ahora para la reflexión y el diálogo. Los poetas hispano-canadienses se enfrentan con las cuestiones y barreras personales y sociales que se identifican con el exilio y la memoria. Pero, al mismo tiempo, delinean un cuestionamiento de lo que se ha llamado "adaptación e integración". Se han puesto en conflicto, en dicha literatura,  la idea de fidelidad a la tierra de origen y se parece afirmar que la adaptación e integración, aunque inevitables en muchos casos, no crean un punto final sino que dan paso a un nuevo estado para la reflexión en torno a la situación de la persona en el llamado mundo global. A la par del valor estético, quizás esta sea una característica relevante: nos permiten vislumbrar un otro lado, que se ignora, de la pérdida de las ataduras al lugar, de la crisis de la identidad y de la mundialización dirigida.

## La crítica
Para Juan Pablo Ortiz-Hernández, "la polémica al hablar de una poesía hispano-canadiense   no se encuentra cerrada ya que la comunidad de poetas que escriben en castellano a lo largo de sus diez provincias, tres territorios y, aún más allá de éstos, crece a pasos firmes cada día. A la par del inglés y el francés, que como idiomas oficiales han dado un sinnúmero de muestras literarias en Canadá, las letras hispánicas han venido a cubrir una superficie de expresión para los artistas que forman, en este territorio, una entrañable patria lingüística para dar muestra de un hondo legado que se suma y complementa a la historia literaria y la cultura canadienses". Tanto Luis Torres como Luciano P. Díaz creen que "que las múltiples voces y sus memorias, tanto las que afirman como las que contradicen la estabilidad de la o del que enuncia, [son] propicias para la reflexión en torno al otro lado de la experiencia moderna de la emigración y de la lucha por sostener un sentido de identidad cuando ella entra en crisis. En estos mundos poéticos, la voz y la memoria configuran dos instancias cruciales que señalan la persistencia del ser por sobre el duelo de la pérdida de los lazos con el lugar y con la comunidad".

## Poetas
Frans Ben Callado
Jorge Cancino
Renzo Franco Carnevale
Gabriela Etcheverry
Jorge Etcheverry
Margarita Feliciano
Hugh Hazelton
Ángel Mota
Teobaldo A. Noriega
Juan Pablo Ortiz-Hernández
Nela Rio, 
Lady Rojas Benavente
Françoise Roy
Alejandro Saravia
Ramón Sepúlveda
Luis Thenon
Luis Torres
Julio Torres-Recinos
Roberto Viereck Salinas